# Hansjürgen Riedel
Hansjürgen Riedel (* 11. Dezember 1907 in Mrotschen, Kreis Wirsitz; † 5. November 1992) war ein deutscher Politiker der CDU.

## Ausbildung und Beruf
Hansjürgen Riedel besuchte das Gymnasium, an dem er die Reifeprüfung ablegte. Von 1926 bis 1930 absolvierte er ein Studium der Rechts- und Staatswissenschaften. 1930 wurde er Gerichtsreferendar und 1934 Gerichtsassessor. Er übte Tätigkeiten  im höheren Justizdienst aus. 1935 erhielt Riedel die Berufung in die Reichsfinanzverwaltung, Abteilung Steuern. Ab 1938 fungierte er als Regierungsrat in Ostpreußen; später leistete er seinen Wehrdienst ab. Ab 1947 war er in einem industriellen Wirtschafts- und Arbeitgeberverband als Mitarbeiter tätig und ab 1957 wirkte er als Geschäftsführer.

## Politik
Hansjürgen Riedel war ab 1960 Mitglied der CDU.
Vom 23. Juli 1962 bis zum 25. Juli 1970 war Riedel Mitglied des 5. und 6. Landtages von Nordrhein-Westfalen, in die er jeweils über die Landesliste einzog.